# Благоје Савић
Благоје Савић (Доња Будрига код Гњилана, 29. март 1951) српски је песник и приповедач.

## Биографија
Основну школу завршио је у Доњој Будриги, гимназију у Гњилану, а студије југословенске књижевности на Филозофском факултету у Приштини. Радио је као просветни радник у школама у Гњилану, потом био директор Народне библиотеке у Гњилану, а после 1999. године предаје српски језик у Горњем Кусцу, код Гњилана. Живи у Врању.
Поезију је објављивао у бројним листовима и часописима. Заступљен је у изборима и антологијама савремене српске поезије. У штампи је његова књига поезије „Понор коначног“.

## Дела

### Књиге песама
- Извињење циљу, "Јединство", Приштина 1975.
- Говорим по други пут, "Јединство", Приштина 1978.
- Исто млеко, "Јединство", Приштина 1982.
- Вече у пластичној сандали, "Народна књига", Београд, "Јединство", Приштина. 1987.  978-86-331-0243-8.
- Црни реп, "БИГЗ".
- Изморник, "Нолит".
- Причест у пољу, "Просвета".
- Мезра, "Рад".
- Појање четвртог дана, "НИЈП Панорама", Приштина. 2004.  978-86-7019-244-7.
- Померени свет, "Народна књига / Алфа".
- Терапија свести, "КОВ", Вршац, 2017.

### Изабране песме
- Закључај прах, НЈИП Панорама, Приштина. 2009.  978-86-7019-288-1.

## Награде
- Награда Лазар Вучковић,
- Српска духовна ризница,
- Награда Друштва писаца Косова и Метохије за најбољу књигу, 1994. год. (Изморник)
- Златна значка КПЗ Србије,
- Повеља “Светог Кнеза Лазара” за животно дело 2015. године

## Критичари о песнику
- Даница Андрејевић, Портрети косовских писаца, Приштина, 1978.
- Михајло Пантић, Свет иза света, огледи и критике о српској поезији ХХ века, Народна библиотека Стефан Првовенчани, Краљево 2002. Амалгам времена-запис о поезији Благоја Савића, Летопис Матице српске, Нови Сад, 1996.
- Чедомир Мирковић, У ђаволовом видокругу, 66 савремених српских песника, Дерета, 1996.
- Ратко Делетић, Симболи времена, Панорама Приштина, 2006.
- Слободан Костић, Новија српска поезија на Косову, Јединство, Приштина, 1981.
- Љубиша Рајковић Кожељац, Реч бива дело, Књижевни клуб "Бранко Миљковић", Књажевац, 2006.
- Јованка Вукановић, Вријеме стиха, Приштина, 1981.
- Владимир Цветановић, Модерни израз, Политика, 15.2.1986.
- Зоран М. Мандић, Тајни отисци, Просвјета, Загреб, 1971.
- Драган Орлић, Збирке поезије у издању БИГЗ-а

, Политика Експрес, 2.4.1990.
- Николај Тимченко, Речи очевечења, Јединство, 1990.
- Радован Поповић, Ново у књижарским излозима, Политика, 1996.

## У Антологијама
- Савремена српска књижевност Косова, I (Поезија), Просвета, Београд, 1973.
- Ljumi le rima у преводу са албанског Река риме, Приштина, 1976.
- Ljuljet i balkon, у преводу са албанског Цвеће на балкону, Приштина 1982.
- Shkrimtaret e Kosoves, у преводу са албанског Писци Косова, Приштина 1984.
- Vir avus mavi, на турском, Истанбул, Јалцин, 1986.
- Боготражитељи, избор из српске поезије надахнуте хришћанством, Београдска књига, Београд, 2002.
- Купидон на Косову, антологија косовско- метохијске љубавне поезије, Врањске, 2006.
- Од А до Ш - Von A bis Z, антологија 9 векова српске поезије, двојезично на немачки и српски језик, приредио Јохан Лавунди, 2017.
- Прогнани орфеји, антологија изгнаних српских песника, приредио Ненад Грујичић, 2017.